# シュフェシュフェ川
シュフェシュフェ川 (ポルトガル語: Rio Xufexufe) はサントメ・プリンシペのサントメ島に位置する川。

## 概要
川はレンバ県の南部を南に向けて流れ、ヴィラ・マランザの10キロ北西で大西洋に注ぐ。
シュフェシュフェ川の流域面積は16.5 km2 (6.4 sq mi)である。
絶滅危惧種の鳥であるサントメオリーブバト (Columba thomensis)とサントメオナガモズ (Lanius newtoni)が川の流域で観察されている。